# Tatiana Chtchepkina-Koupernik
Tatiana Chtchepkina-Koupernik (1874-1952 ; en russe Татьяна Львовна Щепкина-Куперник) est une écrivaine russe puis soviétique, dramaturge, poétesse et traductrice.

## Biographie
Tatiana Chtchepkina-Koupernik est née le 12 janvier 1874 (24 janvier dans le calendrier grégorien) à Moscou, dans la famille d'un avocat en vue, Lev Koupernik. Elle termine ses années de lycée à Kiev. Elle est arrière-petite-fille de l'acteur russe Mikhail Shchepkin (en).
Elle commence à écrire dès l'enfance, et, à douze ans, elle compose un poème pour son grand-père M. Chtchepkine. En 1892, sur la scène du Théâtre Maly à Moscou, est représentée sa pièce Tableau d'été,.
Durant la saison 1892-1893, Tatiana Chtchepkina est actrice au théâtre Korch de Moscou. Elle est amie de l'actrice Lidia Iavorsakïa (de) et flirte avec Anton Tchekhov.
Amie d'Isaac Levitan et d'Anton Tchekhov, elle réussit en janvier 1895 à les réconcilier lors d'une rencontre à Melikhovo, la propriété de la famille Tchekhov. Cette histoire, dans laquelle intervient la liaison puis la rupture d'Isaac Levitan avec Sofia Kouvchinnikova, est racontée dans le récit d'Ivan Evdokimov intitulé Levitan. Elle est amie aussi de Maria Krestovskaïa.
Tatiana Lvova collabore à la rédaction de divers magazines tels qu'Artiste, Les Nouvelles russes, Rousskaïa Mysl (La Pensée russe), Severny Kourer (Courrier du Nord), Novoïé Vrémia, et s'essaie à divers genres littéraires. De 1895 à 1915, elle publie une douzaine de recueils de prose et de poésie. Son poème Vers la patrie (De nos bastions tombés de Port-Arthur…, 1905) est devenu un chant patriotique.
Elle est réputée pour ses traductions de pièces en vers qui l'ont rendue très populaire. Elle traduit les pièces d'Edmond Rostand La Princesse lointaine, Cyrano de Bergerac, L'Aiglon, Les Romanesques, Chantecler). Elle traduit encore en vers le livret original écrit en prose de Monna Vanna de Maurice Maeterlinck, et aussi des auteurs classiques tels que Lope de Vega, William Shakespeare, Pedro Calderón de la Barca, John Fletcher, Molière, Carlo Goldoni, Carlo Gozzi, Richard Brinsley Sheridan. Et encore des contes : Les Aventures d'Alice au pays des merveilles de Lewis Carroll. Elle est l'auteure elle-même d'une série de pièces, la plupart en un seul acte et en vers (Revanche de l'amour, L'Éternité dans un instant, La Jeune Fille à la violette, Une femme heureuse, etc.).
En tout, elle a traduit environ soixante pièces, pour l'essentiel après la révolution d'Octobre 1917.
Elle meurt le 27 juillet 1952. Elle est enterrée au cimetière de Novodevitchi de Moscou (partie n° 2).

## Décorations
- Ordre du Drapeau rouge du Travail
- Médaille du mérite pour le travail durant la Grande guerre patriotique de 1941-1945
- Médaille de la commémoration du 800e anniversaire de Moscou.

## Vie privée
- Son premier mari est le poète Leonid Mouchetein (1867-1947, pseudonyme Lolo)[5].
- Donald Rayfield rapporte qu'elle est connue à Saint-Pétersbourg pour son homosexualité[6],[7].